# Torre Levante
La Torre Levante è un grattacielo della città di Benidorm in Spagna.

## Storia
Al completamento dei lavori di costruzione nel 1985 era l'edificio più alto di tutta Benidorm, titolo che mantenne sino al 2002, anno in cui venne superata in altezza dal Gran Hotel Bali (186 metri all'ultimo piano).

## Descrizione
La torre è alta 120 metri per 35 piani. È l'ottavo edificio più alto di Benidorm e il più alto del suo lungomare.